# De Veenmarken
De Veenmarken was een waterschap in de provincie Drenthe, opgericht in 1974 en gevormd uit de waterschappen De Monden en De Runde. Tegenwoordig wordt het waterbeheer in dit gebied uitgevoerd door het waterschap Hunze en Aa's.
Het waterschap beheerde het water in (delen van) de gemeenten Borger, Emmen, Gasselte en Odoorn. Op 1 januari 1992 ging het samen met het Groningse Reiderzijlvest op in het nieuw opgerichte interprovinciale waterschap Dollardzijlvest. Fuseren tot een interprovinciaal waterschap lag in lijn met de plannen van de toenmalige minister van Verkeer en Waterstaat, maar had ook de voorkeur van het waterschap zelf, omdat het gebied waterstaatkundig een eenheid vormde, met afwatering op de Dollard. De provincie Drenthe had indertijd plannen tot het bijeenvoegen van alle waterschappen in de provincie tot drie Drentse waterschappen.